# Ala-Kintaus
Ala-Kintaus eller Ala Kintaudenjärvi är en sjö i Finland. Den ligger i kommunen Petäjävesi i landskapet Mellersta Finland, i den centrala delen av landet, 240 km norr om huvudstaden Helsingfors. Ala-Kintaus ligger 154,4 meter över havet. I omgivningarna runt Ala-Kintaus växer i huvudsak blandskog. Den är 19 meter djup. Arean är 7,22 kvadratkilometer och strandlinjen är 30,29 kilometer lång. Sjön  ingår i Kymmene älvs huvudavrinningsområde. 